# مسرع
قرية مسرع هي إحدى القرى التابعة لمركز أسيوط في محافظة أسيوط في جمهورية مصر العربية. حسب إحصاءات سنة 2006، بلغ إجمالي السكان في مسرع 11739 نسمة، منهم 6272 رجل و5467 امرأة.